# (2728) Yatskiv
(2728) Yatskiv es un asteroide perteneciente al cinturón de asteroides descubierto el 22 de septiembre de 1979 por Nikolái Stepánovich Chernyj desde el Observatorio Astrofísico de Crimea, en Naúchni.

## Designación y nombre
Yatskiv fue designado al principio como 1979 ST9.
Posteriormente, en 1984, se nombró en honor del astrónomo soviético Yaroslav Yatskiv.

## Características orbitales
Yatskiv orbita a una distancia media del Sol de 2,456 ua, pudiendo alejarse hasta 2,867 ua y acercarse hasta 2,045 ua. Su excentricidad es 0,1673 y la inclinación orbital 2,604 grados. Emplea en completar una órbita alrededor del Sol 1406 días.

## Características físicas
La magnitud absoluta de Yatskiv es 12,6. Tiene 15,52 km de diámetro y su albedo se estima en 0,0804.